# R Lyncis
R Lyncis (R Lyn / HD 51610 / HIP 33824) es una estrella variable en la constelación de Lince.
Demasiado alejada para que el satélite Hipparcos pudiera medir de forma fiable su paralaje, su distancia al sistema solar se estima entre 2800 y 3100 años luz.
De tipo espectral S2.5,5e-S6,8e, R Lyncis es una estrella de tipo S, una gigante roja similar a las de tipo M, pero en cuyo espectro los óxidos dominantes son los formados por metales del quinto período de la tabla periódica.
Otra característica de esta clase de estrellas es la pérdida de masa estelar, que en el caso de R Lyncis se estima en ~ 3,5 × 10-7 veces la masa solar por año.
Asimismo, R Lyncis es una estrella muy luminosa, entre 5600 y 9300 veces más que el Sol.
Distintas medidas de su diámetro angular mediante interferometría dan valores entre 5,23 y 6,10 milisegundos de arco, lo que permite estimar su diámetro real de forma aproximada en unos 550 radios solares.
R Lyncis es una variable Mira cuyo brillo oscila entre magnitud +7,2 y +14,3 a lo largo de un período de 378,75 días.
En las variables Mira —cuyo arquetipo es Mira (ο Ceti)— la inestabilidad proviene de pulsaciones en la superficie estelar, lo que provoca cambios de color y brillo. Algunas de ellas, entre las que se encuentra R Lyncis, muestran emisión máser de SiO.